# Східна Англія
Східна Англія (англ. East of England) — регіон на сході Англії. Має у своєму складі шість церемоніальних графств, а також кілька унітарних і муніципальних районів. Адміністративний центр — Кембридж. Найбільше місто — Лутон (185 тисяч).

## Історія
До створення Східної Англії (East of England) на цій території існував регіон East Anglia, який був менший за площею і не включав до свого складу Ессекс, Хартфордшир і Бедфордшир, що входили до Південно-Східного регіону.

## Географія
Регіон Східна Англія займає територію 19 109 км² (2-е місце серед регіонів), омивається зі сходу Північним морем, межує на південному заході з регіонами Південно-Східна Англія і Великий Лондон, на північному сході — з регіоном Іст-Мідлендс.

### Міські агломерації
У Східній Англії цілком розташовані 10 крупних міських агломерацій з населенням понад 100 тисяч чоловік, а також частину міської агломерації Великий Лондон (за даними 2001 року, у порядку убування чисельності населення):
- Великий Лондон (міська агломерація) (частина, понад 300 тисяч чоловік у Східній Англії)
- Саутенд (міська агломерація) 269 415
- Лутон/Данстебел 236 318
- Норідж (міська агломерація) 194 839
- Іпсвіч (міська агломерація) 141 658
- Пітерборо 136 292
- Кембридж (міська агломерація) 131 465
- Сент-Олбанс/Хетфілд 114 710
- Колчестер 104 390
- Бедфорд/Кемпстон 101 928
- Базілдон/Норт Бенфліт 101 492

## Демографія
На території регіону Східна Англія за даними 2001 року проживає 5,388 млн чоловік (четверте місце серед регіонів), за середньої щільності населення 282 чол./км².

## Політика
Асоціація місцевого самоврядування Східної Англії створена у квітні 2010 року й узяла на себе більшість функцій колишньої Регіональної Асамблеї Східної Англії. Асоціація складається з членів 52 місцевих рад.
Агентство з розвитку Східної Англії працює з квітня 1999 року, основна мета агентства — розвиток економіки регіону. Правління агентства складається з 13 членів, представників бізнесу, політики й освіти.

## Адміністративний поділ
Регіон Східна Англія включає до свого складу одинадцять політично незалежних одна від одної адміністративних одиниці — шість унітарних одиниць (Бедфорд, Лутон, Пітерборо, Саутенд-он-Сі, Таррок і Центральний Бедфордшир) та п'ять неметропольних графств (Кембриджшир, Норфолк,Саффолк, Хартфордшир та Ессекс). Неметропольні графства й унітарні одиниці об'єднані у шість церемоніальних графств — Бедфордшир, Кембриджшир, Норфолк, Саффолк, Хартфордшир та Ессекс, для забезпечення ними церемоніальних функцій. П'ять неметропольних графств регіону, у свою чергу, поділяються на 41 неметропольний район. Унітарні одиниці поділу на райони не мають.
| Бедфордшир (церемоніальне графство) - 6.Бедфорд (унітарна одиниця) - 5.Лутон (унітарна одиниця) - 6.Центральний Бедфордшир (унітарна одиниця) Кембриджшир (церемоніальне графство) - 7.Кембриджшир (неметропольне графство) - Кембридж / англ. Cambridge - Південний Кембриджшир / англ. South Cambridgeshire - Хантінгдоншир / англ. Huntingdonshire - Фенланд / англ. Fenland - Східний Кембриджшир / англ. East Cambridgeshire - 8.Пітерборо (унітарна одиниця) 9.Норфолк (церемоніальне графство, неметропольне графство) - - Норідж / англ. Norwich - Південний Норфолк / англ. South Norfolk - Грейт-Ярмут - Бродленд / англ. Broadland - Північний Норфолк / англ. North Norfolk - Кінс Лінн і Західний Норфолк / англ. King's Lynn and West Norfolk - Брекленд | 10.Саффолк (церемоніальне графство, неметропольне графство) - - Іпсвіч / англ. Ipswich - Саффолк Касл / англ. Suffolk Coastal - Вевеней / англ. Waveney - Середній Сафолк / Mid Suffolk - Баберг / Babergh - Сейнт Едмундсбері - Форест Хіт / Forest Heath 4.Хартфордшир (церемоніальне графство, неметропольне графство) - - Трі Ріверс - Вотфорд / англ. Watford - Хартсміа / Hertsmere - Велвін Хартфілд / Welwyn Hatfield - Броксбон / Broxbourne - Східний Хартфордшир / East Hertfordshire - Стівенейдж / Stevenage - Північний Хартфордшир / North Hertfordshire - Сейнт Олбенс / City and District of St Albans - Дакорум / Dacorum Ессекс (церемоніальне графство) - 3.Ессекс (неметропольне графство) - Харлоу - Еппінг-Форест - Брентвуд - Базілдон - Касл-Пойнт - Рочфорд - Мелдон - Челмсфорд - Аттлсфорд - Брейнтрі - Колчестер - Тендрінг - 2.Саутенд-он-Сі (унітарна одиниця) - 1.Таррок (унітарна одиниця) |

† — на карті під номером 6 показано колишнє неметропольне графство Бедфордшир, розділене 2009 року на дві унітарні одиниці Бедфорд і Центральний Бедфордшир

## Економіка
У регіоні Вест-Мідлендс знаходяться штаб-квартири та виробничі потужності компаній, які випускають автомобілі під марками «Лотус» і «Воксхолл».

## Спорт
Три з двадцяти двох англійських (два — валлійських) професійних футбольних клубів, що виступали у сезоні 2010/2011 у Чемпіонаті футбольної ліги, базуються у Східній Англії:
- Іпсвич Таун
- Норвіч Сіті
- Уотфорд